# Calomyrmex similis
Calomyrmex similis är en myrart som först beskrevs av Mayr 1876.  Calomyrmex similis ingår i släktet Calomyrmex och familjen myror. Inga underarter finns listade.